# Василий Алексеевич Сибирский
Васи́лий Алексе́евич Сиби́рский (после 1647 – 1727?)— царевич Сибирский, выступил на стороне царевича Алексея против Петра Первого.

## Биография
Родился в семье Иш-Мухаммед (Алекесея Алексеевича), внуком Василия был царевич Алтанай. В 1682 г. подписал грамоту об избрании Петра I на царство и присягнул ему. Затем участвовал в короновании молодых царей, трижды осыпая их золотыми. В последующие десятилетия активно участвовал в повседневной жизни двора. Затем служил в Адмиралтействе, занимался финансовыми операциями и размещением российских капиталов в банках Голландии. От того же времени сохранилась характеристика царевича, как "продажного человека и пьяницу, не желавшего служить ни по военной, ни по дипломатической части". В 1715 г. Василий Алексеевич вместе с женой присутствовал на шутовской свадьбе князя-папы Зотова: сам сибирский царевич — в докторском костюме того времени, в охабне и с тулумбасами в руках, а его жена, в числе других знатных дам, в польском кунтуше. Выступил на стороне царевича Алексея против Петра I (который хотел отстранить Алексея от наследования в 1717 г.). На допросах запирался, несмотря на пытки. За это в 1718 году он был сослан в Архангельск. Там же, находясь в подпитии и услышав в полном титуле московского государя титул «царь Сибирский», Василий Алексеевич заявил, что это он царь Сибирский. Последовало разбирательство, но так как все присутствовавшие при этом были нетрезвы, наказаний не последовало, однако титул «царевич» у потомков Кучума отняли. Упоминается в документах до 1727 года.

## Семья

### Жена
Его жена (примерно с 1680-81 года) была Анна Семёновна Грушецкая (из боярского и дворянского рода Грушецких) — родная сестра царицы Агафьи Грушецкой (первой жены Государя Царя и Великого Князя Фёдора Алексеевича). В приданое от матери Анны Семёновны, боярыни Марии Ивановны Грушецкой, Василию Алексеевичу достались сёла в сегодняшнем Стрелковском сельском поселении , а также село Брыньково, которое с 1705 года становится его вотчиной . Анна Семёновна Грушецкая умерла в 1711 году. Вторым браком женат на княжне Хованской.

### Потомство
У Василия Алексеевича Сибирского было много детей, основную информацию о которых мы имеем по поминальной записи царевича Василия Алексеевича «по родителям ево», поданной в церковь Живоначальной Троицы Московского Новоспасского монастыря:
От первого брака с Грушевской были рождены царевичи Дмитрий, Иаков (Яков), Михаил, Иоанн и княжна-младенец Анна. Уже в XVIII веке без титула царевичи были рождены Сергей Васильевич (1710—после 1738 гг., Яков Васильевич (1711 — после 1729 гг. ), Федор Васильевич ( 1717-1758 гг. )
Потомки
1. Яков — был женат на Анне Степановне, дочери Степана Глебова
  1. Александра Яковлевна была замужем за царевичем Грузинским Леоном Бакаровичем.
2. Сергей (1710-1738) - был женат на Анастасии Михайловне Долгорукой[4]
3. Фёдор
  1. князь Василий Федорович Сибирский (1745—1816) — достиг звания генерала пехоты на службе у Екатерины Великой, но был отправлен в Сибирь её сыном Павлом I. При Александре I он вернулся в Санкт-Петербург в качестве сенатора. Жена — Варвара Александровна Собакина (Сибирская)
    1. князь Сибирский, Александр Васильевич (1779—1836) — российский командир эпохи наполеоновских войн, генерал-лейтенант Русской императорской армии..
      1. князь Сибирский, Александр Александрович (1824—1879) — археолог.